# Scufundarea Japoniei (film din 1973)
Scufundarea Japoniei  (titlul original: în japoneză 日本沈没, transliterat: Nihon chinbotsu) este un film dramatic japonez, realizat în 1973 de regizorul Shirô Moritani, după romanul omonim a scriitorului Sakyô Komatsu, protagoniști fiind actorii Keiju Kobayashi, Tetsuro Tamba, Hiroshi Fujioka, Ayumi Ishida. 

## Conținut
Japonia este zguduită de erupții vulcanice și cutremure, orașe și sate distruse de torente de lavă. În largul coastei, O insulă se scufundă în mare. Geofizicianului dr. Tadokoro îi devine clar că placa tectonică pe care se află Japonia se va scufunda și că aceasta va dispare în mare. Un submersibil de cercetare sub comanda căpitanului Toshio Onodera se scufundă în groapa din apropierea Japoniei unde descoperă o activitate tectonică puternică. Atât guvernele japoneze, cât și cele americane sunt preocupate de problema salvării Japoniei sau a evacuării populației în țările vecine.
Toshio și soția sa Reiko Abe se relaxează pe plajă la Kumamoto. Când vulcanul Aso din apropiere erupe, ambii trebuie să se refugieze. Toshio îl întâlnește din nou pe doctorul Tadokoro în Numazu, unde au consfătuire cu geologii americani Brody, Furren și Hill. În acest timp se produce un puternic cutremur care distruge aproape complet orașul.
Lucrările de salvare sunt întrerupte de o replică seismică, ceea ce face ca numărul morților să crească brusc. Toshio încearcă să ajute sinistrații, împreună cu un grup de geologi japonezi și cu personalul militar american. Datorită situației, s-au format bande de răufăcători, una dintre ele atacă grupul lui Toshiro. 
Deși Toshio și soldații au refăcut curând ordinea, liderul bandei, Yusuke Yuki, refuză să renunțe și îl amenință pe Toshio cu o armă. El amenință cu uciderea familiei lui Toshio dacă nu încetează lucrările de salvare a celorlalți. Sergentul Thompson și soldatul Hilton vin în ajutorul lui Toshio. Cu toate acestea, Yuki îl împușcă pe Brody înainte ca acesta să fie ucis de Hilton însuși.
Toshio se grăbește să ajungă la Osaka cu un elicopter pentru a discuta cu premierul Yamamoto urmările cutremurului de la Numazu. În același timp, Sendai este distrus de un teribil tsunami. Toshio, care îl informează și pe primul ministru despre acest dezastru, află din rapoartele geologilor că insulele japoneze se vor scufunda în mare, mai repede decât se credea inițial. În timp ce Toshio vrea să părăsească țara, rapoartele despre dezastre sunt tot mai multe. Osaka cade victima unui alt tsunami, iar Fuji-san erupe și distruge zona...

## Distribuție
- Keiju Kobayashi – Dr. Tadokoro, șeful proiectului D-1
- Tetsuro Tamba – prim ministrul Yamamoto
- Hiroshi Fujioka – Onodera Toshio, pilotul submarinului Wadatsumi
- Ayumi Ishida – Abe Reiko
- Rhonda Leigh Hopkins – Fran
- Shōgo Shimada – Watari
- John Fujioka – Narita
- Andrew Hughes – prim ministrul australian
- Nobuo Nakamura – ambasadorul japonez în Australia
- Haruo Nakajima – șoferul primului ministru
- Hideaki Nitani – Dr. Nakata, șeful proiectului D-2
- Isao Natsuyagi – Yuki
- Yusuke Takita – profesorul asistent Yukinag
  - numai în ediția americană:
- Lorne Greene – ambasadorul Warren Richards
- Joe Dante
- Susan Sennett